# Afterimage
Afterimage fue una banda filipina de Rock alternativo y pop rock, que estaba activa en la década de los años de 1990. El grupo se disolvió después de 11 años con tres álbumes grabados en estudio. Después de la disolución, Wency Cornejo, vocalista de la banda, siguió su carrera en solitario. Afterimage fue la banda detrás de las canciones populares como "Habang mayo Buhay [ 'Mientras hay vida']", "Siguiente en Línea" y "Ka Mangarap [Significado de los sueños)". La banda con su primer álbum, titulado Toque el Sol, fue lanzado en 1992 en Dyna Records (ahora Dyna Música). Entre las ocho canciones que el álbum contenía, cuatro fueron lanzados como temas musicales como: ( "[Bai] Sa Langit esp Tagpuan ción", "Sólo Tú", "siguiente en la línea" y "Pagtawid"). El título del álbum, que fue la última parte de la letra como la "Siguiente en Línea", se dijo que se acababan de pronunciar una frase espontánea que Cornejo hizo durante la sesión de grabación de la canción. La banda de haber pensado que la frase - "tocar el sol" - había capturado la esencia y el concepto de todo el álbum utilizando como título del álbum. El tema recurrente de las canciones en el álbum era una expresión personal de esperanzas, frustraciones, y autorrenovación - que la banda esperaba tocar no sólo de sus propias vidas sino también las vidas de otras personas. Después de 10 años de ser disuelta, el grupo regresó con un nuevo álbum, "Nuestro lugar bajo el sol", con la única compañía aérea "Musikero", publicada bajo Viva Records.

## Miembros
- Wency Cornejo - Voz
- Bobit Usón - Bajo y Guitarra (más tarde después de Guitarra Niño Mesina se unió a la banda)
- Chuck Isidro - Guitarra
- Rogie Callejo -Drums
- Arnold Cabalza -teclados
- Niño Mesina - Bajo

## Discografía

### Estudio Álbumes
- Toque el Sol (1992)
- Tag-Araw, Tag-Ulan (1994)
- Lites (1995)
- Nuestro lugar bajo el sol (2008)

### Compilación álbum
- Greatest Hits

### Síngles
- Bai
- Creer
- Día más brillantes
- Castaway
- Indefenso
- Extro
- Es difícil encontrar el aliento
- Siempre
- Habang Ako Ay Narito (Mientras estoy aquí)
- Habang mayo Buhay (Si bien existe la Vida)
- Lakas (Fuerza)
- Mangarap Ka (Plan Para ti)
- Más de la Vida
- Musikero (Músico)
- En la siguiente línea
- Only You
- Nuestro lugar bajo el sol
- Pagkat Ika'y Narito (Si Estás Aquí)
- Pagtawid (Cruce)
- Panahon (Time)
- Patalim (Blade)
- De pie a su lado
- Tag-Araw (Sunny)
- Tag-Ulan (Lluvia)
- Sin Ti
- Usted me hizo creer

- Datos: Q3545802